# Parafia św. Katarzyny w Opatówku
Parafia św. Katarzyny w Opatówku jest jedną z 10 parafii leżącą w granicach dekanatu wrzesińskiego I. Erygowana w XII wieku.

## Dokumenty
Księgi metrykalne: 
- ochrzczonych od 1945 roku
- małżeństw od 1945 roku
- zmarłych od 1945 roku

## Proboszczowie
- ks. Konstanty Mrozek (?–2025)[1]
- ks. Adam Kucharski (2025– )[1]